# Siedlisko (Łódź)
Pour les articles homonymes, voir Siedlisko.
Siedlisko est une localité polonaise de la gmina et du powiat de Zgierz en voïvodie de Łódź.